# George Lawrence Davis
George Lawrence Davis (1830–1894) fue un misionero galés. Llegó a Madrid desde Leominster (Herefordshire)  en 1863.
Después de recorrer España con un carro blindado lleno de biblias llegó a la villa de Gràcia (Barcelona), donde trabajó en la fundación de escuelas para niños y adultos y donde editará diferentes revistas de carácter cultural y religioso como “La Aurora de la Gracia”.
También fundó un hospital llamado "El Buen Samaritano", que sería el embrión del actual “Hospital Evangèlic” en Barcelona.
Buscando los remedios de sus balnearios se trasladó a Caldes de Montbui (Barcelona), donde continuará su tarea educadora y fundará una escuela conocida como «Escola dels Pobres» y la iglesia «Església Evangèlica Caldes de Montbui».
Es en honor a esas actividades en Caldes de Montbui que en la actualidad una de sus más céntricas calles lleva su nombre y donde se puede encontrar una exposición permanente con el título de Exposiciò George Lawrence. 

## La escuela de los pobres
En una época durante la que la educación estaba reservada a las clases con más recursos económicos, las aulas creadas por George Lawrence se conocían popularmente como la 'escola dels pobres' ('escuela de los pobres') y en siete años pasaron por ellas más de 10.500 alumnos incluyendo niños pequeños y personas adultas. En estos centros evangélicos se ofrecía una pedagogía moderna y abierta. El misionero apostó fervientemente por su creencia en que 'l`escolarització era la gran esperança del país' (la escolarización era la gran esperanza del país).